# フエロ

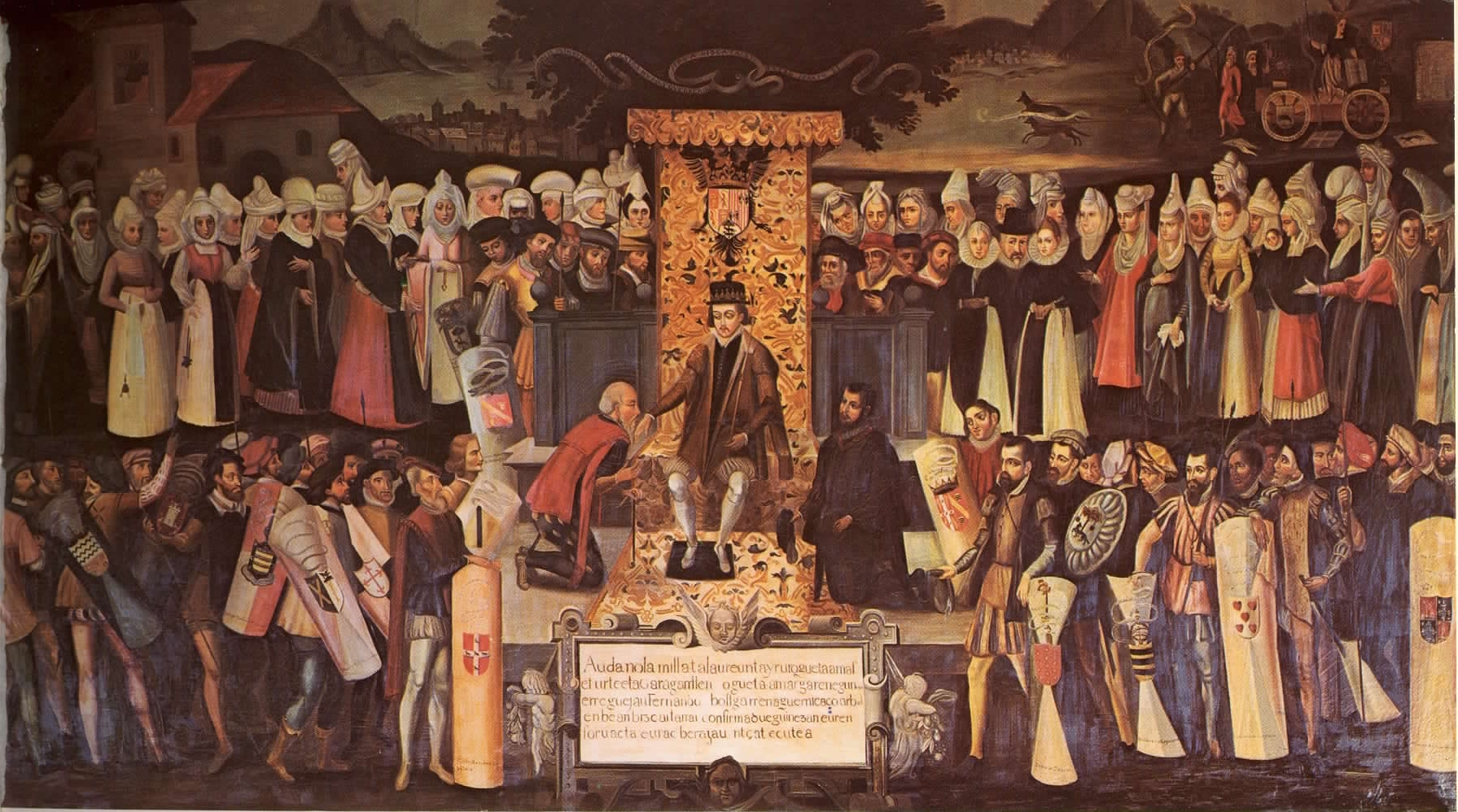
ビスカヤのゲルニカの木の前でフエロの遵守を誓うフェルナンド2世（1476年）

フエロ（スペイン語: Fuero, スペイン語: [ˈfweɾo], 複数形はフエロスバスク語: Fueros）は、中世から19世紀のスペインにおいて、習慣や慣習に由来する社会的慣行が法的価値を持つようになった規範、または国王などの統治者が所与の領域を治めるに際して当該領域やその住民に譲与した特権のこと。ブルボン朝以後のフエロは後者を指した。日本語では地方特権、地方特殊法、地方特別法、地域特別法などと訳されるが、訳語は定まっていない。ラテン語のフォルム(forum)に由来し、カタルーニャ語ではフル(Fur, カタルーニャ語: [ˈfur])、ガリシア語ではフォロ(Foro, ガリシア語: [ˈfɔɾo])、バスク語ではフォル(Foru, バスク語: [foɾu])と呼ばれる。
カスティーリャ王国・スペイン帝国においてはほとんどの町や共同体がフエロの諸特権を享受し、国王の受け入れがたい行動や命令に抗うための地方の防御策がフエロだった。フエロの維持はカスティーリャ王国・スペイン帝国の安定や一体化に重要な役割を果たしており、1707年にスペイン帝国がアラゴン王国とバレンシア王国のフエロを廃止した際には、スペイン帝国内部のアラゴン連合王国諸国とつながりの深い貴族集団から抗議の声が上がったほどだった。特にバスク地方のフエロが有名であるため、ここではバスク地方のフエロについて述べる。バスク地方のフエロは中世後期以後に編纂され、15世紀から17世紀にかけて法典化されたが、第一次カルリスタ戦争後の1839年に縮小され、第三次カルリスタ戦争後の1876年に撤廃された。

## 歴史

### フエロの成立と法典化
824年、フランク王国軍を破ったバスク人はパンプローナを中心としてナバーラ王国を建国し、11世紀前半のサンチョ3世の治世にはカスティーリャ伯領からアラゴン伯領、レオン・アストゥリアス王国やガスコーニュ地方までを支配下に置く広大な王国となった。1181年にはドノスティア＝サン・セバスティアンが、1300年にはビルバオが建設され、特にビルバオは免税特権を基にフランドル地方に向けた輸出貿易港として栄えた。
1200年頃までにはアラバとギプスコアが、1379年にはビスカヤがカスティーリャ王国に併合され、ナバーラ王国として独自の政治的覇権を確立していたナバーラも1512年にカスティーリャ王国に占領された。しかしバスク地方はカスティーリャ王国に併合された後も、政治的独立、国税免除、兵役免除などを保った。14世紀以後に編纂された政治面・社会面での規範に加えて、カスティーリャ王国起源のフエロ・レアルに民事上の規範を求め、1526年にはビスカヤでヌエボ・フエロ（新フエロ）が、1696年にはギプスコアでコディゴ・ヌエボ（新法典）が策定された。アラバでは統一された法典は存在せず、またスペイン領バスク3領域、バスク7領域に共通するフエロも存在しなかったが、それぞれのフエロは共通の特徴を有した。1716年にはスペイン・ブルボン朝が新組織王令を公布したが、アラバ、ビスカヤ、ギプスコア、ナバーラの4領域は王令の免除地域としてフエロの存続を認められ、16世紀から17世紀に策定されたこれらの法典が、旧来からの慣習法に代わる基本的枠組みとなった。カスティーリャ王国の国王はビスカヤ領主に就任するとゲルニカに出向き、ゲルニカのオークの木の前でフエロの遵守を宣誓する義務を負っていた。1839年まではこの宣誓なしにはビスカヤ領主として認められなかった。1700年にはフェリペ5世が即位してボルボン朝が成立するが、即位に反対したカタルーニャ君主国、バレンシア王国、アラゴン連合王国でフエロが撤廃されてカスティーリャ化したのに対して、フェリペ5世に与したナバーラ王国とバスク諸県はフエロと政治的諸機関の存続が許された。

### 旧体制の崩壊とフエロの撤廃

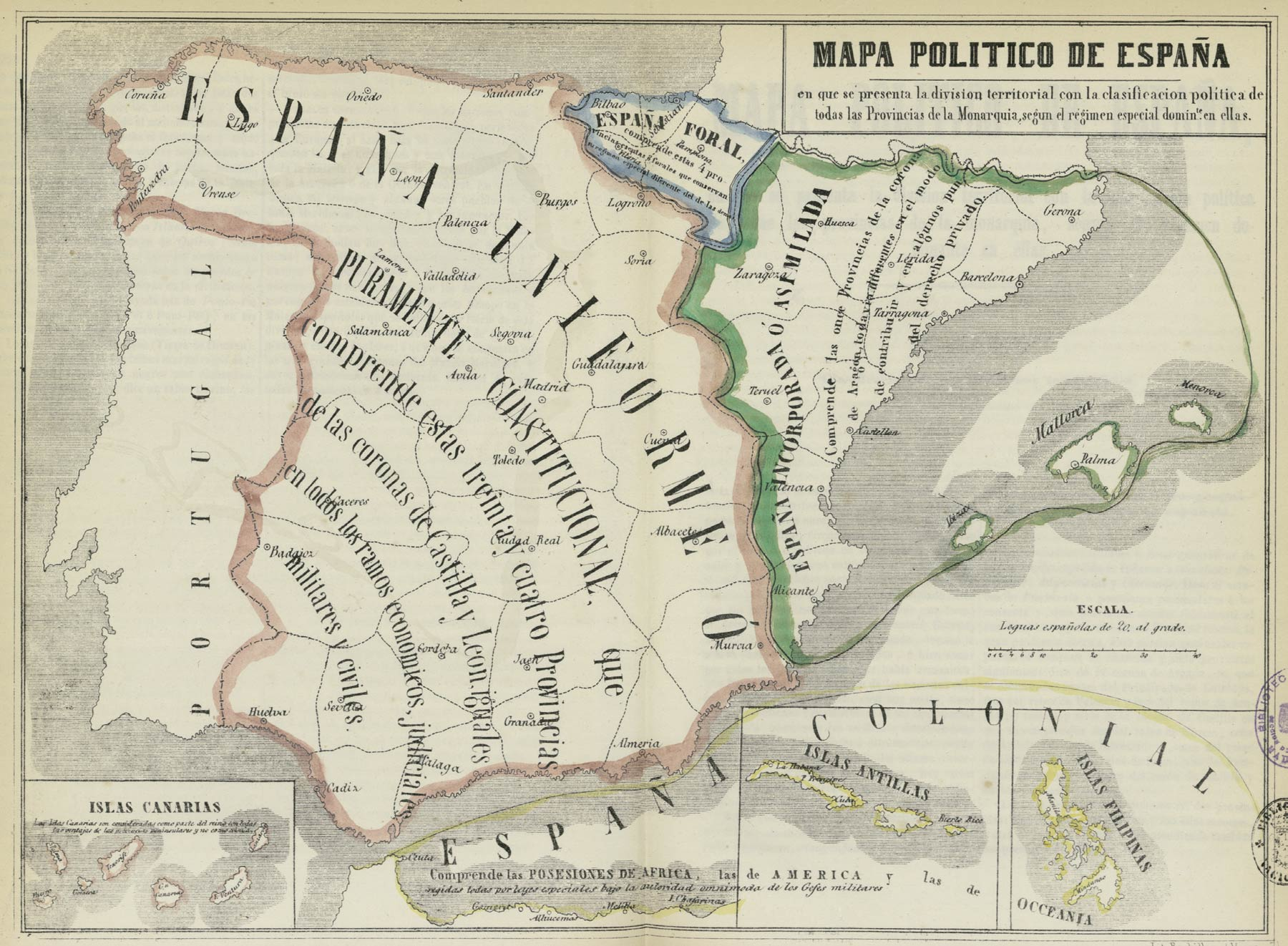
1850年のイベリア半島における法域を示す地図。バスク地方は独自の法域にあった。

カルロス3世はスペイン国内の市場統一を優先課題とし、1779年と1789年の改革によってバスク地方の関税免除を撤廃した。産業革命を通じて綿織物工業に毛織物工業に変化すると、ビスケー湾の交易拠点港はビスカヤのビルバオからカンタブリアのサンタンデールに移った。ナポレオン戦争中の1808年にはスペイン議会の親仏派によってバイヨンヌ憲法が制定され、1812年には反仏派によってスペイン1812年憲法（カディス憲法）が制定された。これらの憲法は中央集権的性格を有していたが、どちらの憲法も戦時下のバスク地方には事実上適用されなかった。1810年にはナポレオンがバスク地方やカタルーニャ地方をスペインのホセ1世の統治から切り離し、バスク3領域はビスカヤ軍事政府下で史上初めて共通の統治機構を有した。1814年にはフェルナンド7世が復位し、カディス憲法が無効化されてフエロが復活したが、1820年にはカディス憲法がバスク地方にも適用された。
18世紀末から19世紀初頭には相次ぐ戦争で出費がかさみ、また産業革命を経たイギリスの鉄製品との競合に苦しんだ。1820年代末、バスク地方のブルジョワはバスク経済のスペイン経済への統合とスペイン国内市場の関税保護を希求し、1831年、サン・セバスティアンのブルジョワはフエロの特権的措置の放棄とスペイン史上における自由交易の認可を提案した。この提案が認められればカスティーリャの農産物に対してバスク地方の農産物が対抗しがたく、都市部のブルジョワと農村部との利害対立が決定的となった。カルリスタ戦争ではカルリスタが「神、祖国、フエロス、国王」という標語でフエロの存続を掲げ、バスク地方の自由主義者もブルジョワ自由主義革命を妨げない範囲でのフエロの存続を願ったため、1834年に第一次カルリスタ戦争の講和として結ばれたベルガラ協定ではフエロの存続を認められた。1839年10月25日法ではスペイン立憲王政の統一性を損なわない限り、という制限付きでスペイン国会がバスク4地方のフエロを承認し、バスク地方のフエロは事実上縮小された。ナバーラ県は1841年にフエロを廃止し、スペイン憲法の枠内で新たなフエロの体制を確立した。
1868年に起こったスペイン名誉革命後、1872年にはカルリスタがフエロの尊重を求めて第三次カルリスタ戦争を起こしたが、1876年にはカルリスタが敗走して自由主義者の勝利に終わった。戦争後には講和協定などは結ばれなかったが、1876年7月21日法ではバスク3県に対して兵役と納税を求めており、一般にバスク3県のフエロを撤廃した法律と解釈されている。この法律では限嗣相続制度などは廃止されなかったが、1877年には一般評議会と特権議会が廃止された。ナバーラ県のバスク語協会やビルバオのエウスカレリア会によってフエロ体制の復古を目指す主張（フエリスモ）がなされ、都市部の富裕層・資本家層・知識人らに支持された。王位継承問題とは切り離されて政治的にはリベラルであり、農村部に基盤を置くカルリスモとはまったく異なっていた。1878年にはスペイン政府とバスク3県との間で経済協約が結ばれたが、国税の徴収方法が各県に一任されるなど、税制面に限ってフエロを復活させる内容だったため、資本家層らによるフエリスモは衰微していった。

### スペイン1978年憲法とフエロ
スペイン1978年憲法（現行憲法）は、バスク地方のフエロを縮小した1839年10月25日法と、フエロを撤廃した1876年7月21日法を廃止した。149条第1項8では民法に関するフエロを尊重するとしており、バスク4地域はフエロ体制を維持回復した。また、1970年代後半にはバスク・ナショナリズムが高まりを見せており、附則1では特権を有する領域の歴史的諸法を保護し尊重するとし、バスク州とナバーラ州固有の制度を具現化させる根拠が示された。1979年にはゲルニカ憲章（バスク自治憲章）が策定されたが、自治憲章の附則には歴史的諸法の将来的な発展の可能性が明記された。2002年にはバスク州レンダカリのフアン・ホセ・イバレチェが、バスク州をスペイン連邦国家を形成する一国家のように位置づけたバスク自治憲章改正案をバスク州議会に提出し、賛成多数でスペイン国会に回されたが、スペイン国会では審議も許されなかった。2006年にはカタルーニャ州が自治州憲章を改正し、その際にはバスク州・ナバーラ州と同等の財政自治を目指したが、憲法裁判所によって認められなかった。

## 内容

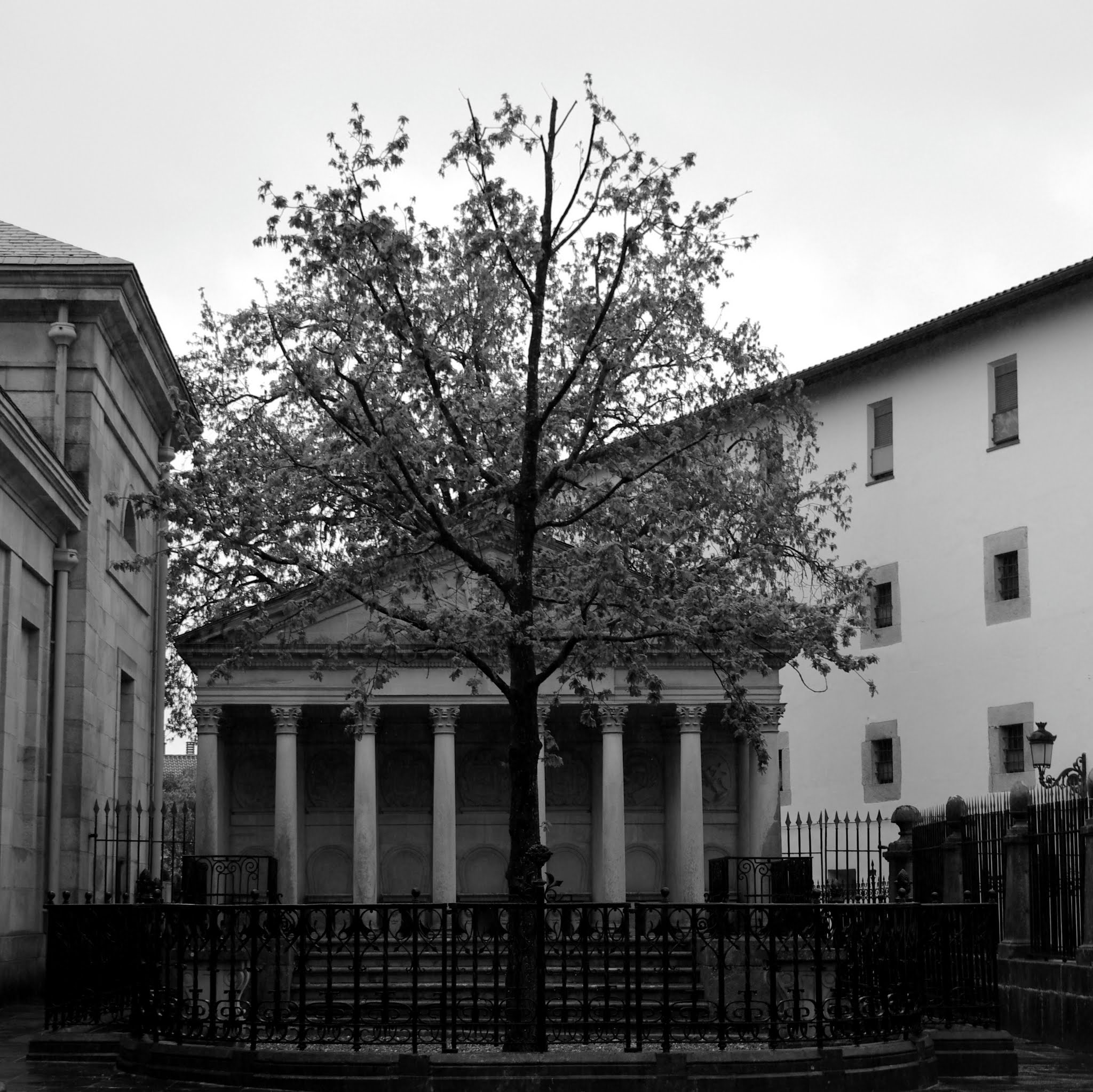
ビスカヤ領主がフエロ遵守を誓ったゲルニカの木

各地域に共通するフエロは存在しなかったが、15世紀から17世紀にかけて法典化されたフエロは大きく4つの特徴を有していた。
意思決定権の限定的保証
カスティーリャ王国による併合後、ビスカヤとギプスコアではコレヒドール（国王代官）が、アラバではディプタード・ヘネラルが王権を代理し、各地域の意思決定を監督し統制した。国王の勅令がフエロの規定に反する場合は、各自治体の一般評議会が拒否権を行使して王令を無効化することができた。フエロの規定にない場合はカスティーリャが政治決定を下した。
地域経済の保護と一定程度の国税免除
消費財の自由輸入を認め、領域内での通行税や渡橋料を徴収しないことで経済活動の自由を保障した。貢納金を除いてカスティーリャ王国への国税も免除措置が取られていた。ナバーラは固有の造幣所の所有を認められていた。
戦時徴兵
バスク地方が戦場になった場合の徴兵を義務付け、バスク地方の外で展開される戦争の際には派兵の可能性を有した。カスティーリャ王国に対する補充徴兵は免除されていた。
家産の不分割相続と法的平等
性別や年齢を問わずに最適の遺産相続人を1人選出する限嗣相続制度や婚姻後の夫婦財産共有などが実践された。すべての家長が郷士の地位を享受可能だったが、法的平等は社会的平等を意味せず、自治体の評議員に選出されるにはカスティーリャ語の読み書き能力や一定程度の財産収入を要した。